# Balladeus
Balladeus was een muziekgroep uit Ninove, die de Ninoofse volkswijsjes op een originele manier wilde brengen. Boegbeeld was de zanger Rufijn De Decker.
De muziek van Balladeus was gevarieerd. Verhalende ballades deden de groepsnaam alle eer aan. Deze werden afgewisseld met ludieke plakkaatliederen, meezingers en instrumentale nummers. De liedjes gingen over hedendaagse thema’s, maar de traditie was nooit ver weg.
In september 2004 bracht Balladeus zijn eerste cd op de markt met als titel Het meisje aan de toog.
Hun tweede CD met als titel, Snikheet, werd uitgebracht in 2009.
De groep werd ontbonden in 2015, waarna de verschillende leden andere groepen oprichtten. Rufijn startte samen met accordeonist Wilfried Moonen en violist Jos De Braekeleer de groep Rufijn en de Zijn. De rest van de groep vond een nieuwe adem samen met fluitist Joris Jacobs, en gingen verder onder de naam Ba1 (spreek uit Baïejn - Ninoofs dialect voor 'samen' of 'bijeen').

## Groepsleden
- Rufijn De Decker, zanger (+ 2018)
- Jan Maris, gitaar, hommel en contrabas
- Geert Van Snick, accordeon en doedelzak
- Bert De Taeye, draailier, fluiten, doedelzak en cello
- Wim Vanderpoorten, klarinet, gitaar en doedelzak